# Synagoga Icka Zimenfelda w Łodzi
Synagoga Icka Zimenfelda w Łodzi – prywatny dom modlitwy znajdujący się w Łodzi przy ulicy Zgierskiej 76.
Synagoga została zbudowana w 1900 roku z inicjatywy Icka Zimenfelda. Podczas II wojny światowej hitlerowcy ją zdewastowali.